# Cosenza (provins)
Cosenza er en italienske provins på halvøen Calabrien.
Hovedstaden for provinsen er Cosenza, som også har givet navn til provinsen.

## Kommuner
- Acquaformosa
- Acquappesa
- Acri
- Aiello Calabro
- Aieta
- Albidona
- Alessandria del Carretto
- Altilia
- Altomonte
- Amantea
- Amendolara
- Aprigliano
- Belmonte Calabro
- Belsito
- Belvedere Marittimo
- Bianchi
- Bisignano
- Bocchigliero
- Bonifati
- Buonvicino
- Calopezzati
- Caloveto
- Campana
- Canna
- Cariati
- Carolei
- Carpanzano
- Casali del Manco
- Cassano allo Ionio
- Castiglione Cosentino
- Castrolibero
- Castroregio
- Castrovillari
- Celico
- Cellara
- Cerchiara di Calabria
- Cerisano
- Cervicati
- Cerzeto
- Cetraro
- Civita
- Cleto
- Colosimi
- Corigliano-Rossano
- Cosenza
- Cropalati
- Crosia
- Diamante
- Dipignano
- Domanico
- Fagnano Castello
- Falconara Albanese
- Figline Vegliaturo
- Firmo
- Fiumefreddo Bruzio
- Francavilla Marittima
- Frascineto
- Fuscaldo
- Grimaldi
- Grisolia
- Guardia Piemontese
- Lago
- Laino Borgo
- Laino Castello
- Lappano
- Lattarico
- Longobardi
- Longobucco
- Lungro
- Luzzi
- Maierà
- Malito
- Malvito
- Mandatoriccio
- Mangone
- Marano Marchesato
- Marano Principato
- Marzi
- Mendicino
- Mongrassano
- Montalto Uffugo
- Montegiordano
- Morano Calabro
- Mormanno
- Mottafollone
- Nocara
- Oriolo
- Orsomarso
- Paludi
- Panettieri
- Paola
- Papasidero
- Parenti
- Paterno Calabro
- Pedivigliano
- Piane Crati
- Pietrafitta
- Pietrapaola
- Plataci
- Praia a Mare
- Rende
- Rocca Imperiale
- Roggiano Gravina
- Rogliano
- Rose
- Roseto Capo Spulico
- Rota Greca
- Rovito
- San Basile
- San Benedetto Ullano
- San Cosmo Albanese
- San Demetrio Corone
- San Donato di Ninea
- San Fili
- San Giorgio Albanese
- San Giovanni in Fiore
- San Lorenzo Bellizzi
- San Lorenzo del Vallo
- San Lucido
- San Marco Argentano
- San Martino di Finita
- San Nicola Arcella
- San Pietro in Amantea
- San Pietro in Guarano
- San Sosti
- San Vincenzo La Costa
- Sangineto
- Sant'Agata di Esaro
- Santa Caterina Albanese
- Santa Domenica Talao
- Santa Maria del Cedro
- Santa Sofia d'Epiro
- Santo Stefano di Rogliano
- Saracena
- Scala Coeli
- Scalea
- Scigliano
- Serra d'Aiello
- Spezzano Albanese
- Spezzano della Sila
- Tarsia
- Terranova da Sibari
- Terravecchia
- Torano Castello
- Tortora
- Trebisacce
- Vaccarizzo Albanese
- Verbicaro
- Villapiana
- Zumpano

39°18′N 16°15′Ø / 39.3°N 16.25°Ø